# Leonard Lorentowicz
Leonard Lorentowicz (ur. 16 marca 1871 w Pabianicach, zm. 30 października 1951 w Ciechocinku) – polski ginekolog, profesor Uniwersytetu Warszawskiego, twórca i prezes Towarzystwa Przyjaciół Ciechocinka.

## Edukacja
Ukończył gimnazjum w Piotrkowie. Studiował medycynę na uniwersytetach w Warszawie (1890-1894) i Juriewie (1895-1897). Dyplom lekarza uzyskał w 1897 r.

## Kariera zawodowa
W latach 1897–1900 pracował w Szpitalu Dzieciątka Jezus w Warszawie. Następnie (lata 1901-1902) zdobywał doświadczenie klinikach zagranicznych (Francja, Austro-Węgry i Niemcy). W 1905 r. uczestniczył w wojnie rosyjsko-japońskiej jako lekarz wojskowy.  Od 1906 r. pracował w klinikach Uniwersytetu Warszawskiego oraz w Szpitalu św. Ducha. W tym okresie zasłużył się jako organizator kursów anatomopatologicznych dla młodych lekarzy oraz pierwszych w zaborze rosyjskim bibliotek szpitalnych dla chorych. Pracował w klinikach Uniwersytetu Warszawskiego, jako ordynator kliniki chirurgicznej (1909-1912) a następnie ginekologicznej (1913-1914). W okresie I wojny światowej  służył w armii rosyjskiej jako ordynator szpitala wojskowego i lekarz pułkowy oraz działał społecznie jako prezes Związku Wojskowych Polaków w Borysowie (1917). Po zakończeniu wojny pracował ponownie w Szpitalu Św. Ducha w Warszawie oraz w Klinice Ginekologiczno-Położniczej Uniwersytetu Warszawskiego jako kierownik pracowni naukowej. Uzyskał kolejno tytuły: doktora (1922), docenta (1923) i profesora Uniwersytetu Warszawskiego (1935). W okresie II wojny światowej przebywał w Warszawie, pracując jako lekarz oraz kształcąc lekarzy na tajnych kompletach.

## Wybrane publikacje
- O niepłodności kobiecej (1920)
- O sposobach zapobiegania ciąży (1933)
- Zagadnienie bólu w ginekologji : podstawy anatomiczne i leczenie (1935)
- W sprawie patogenezy gruczolistości śródmacicznej w jamie otrzewnej (endometriosis peritonealis) (1937)
- Krwawienia ginekologiczne (1938)
- Położnictwo i choroby kobiece (1948, praca zbiorowa)

Leonard Lorentowicz był twórcą i redaktorem wydawanego od 1922 r. czasopisma „Ginekologia Polska”.

## Działalność na rzecz Ciechocinka
Począwszy od 1906 r. w okresach letnich Leonard Lorentowicz pracował  w Ciechocinku jako lekarz uzdrowiskowy i znacznie przyczynił się do rozwoju balneoterapii. Był inicjatorem utworzenia Towarzystwa Przyjaciół Ciechocinka (1906). Do jego pierwszych osiągnięć należała m.in. organizacja Pierwszej Krajowej Wystawy Zdrojowej o tematyce balneologicznej, organizacja czytelni i zapoczątkowanie wydawania czasopisma „Zdrój Ciechociński” (we współpracy z Julianem Bandrowskim). Zainicjował powstanie Muzeum Ziemi Kujawskiej (we współpracy z Kazimierzem Ruppertem). Po wybuchu I wojny światowej Leonard Lorentowicz został wybrany prezesem Komitetu Obywatelskiego Ciechocinka (pełnił tę funkcję do chwili powołania go do wojska). W okresie międzywojennym (lata 1924-1939) był prezesem Towarzystwa Przyjaciół Ciechocinka. W 1928 r. wspólnie z Edwardem Lothem i Janem Szmurłą stworzył Stowarzyszenie Lekarzy Zdrojowych. Był zaangażowany w budowę pomników: Stanisława Staszica i Romualda Traugutta w Ciechocinku. Po zakończeniu II wojny światowej organizował nowe Towarzystwo Lekarzy do czasu, aż ten obszar został przejęty przez rząd Polski Ludowej. Następnie pracował w Ciechocinku jako konsultant kliniki Uniwersytetu Warszawskiego i zakładach ZUS i Poradni Zdrojowej. W 1949 r. otrzymał tytuł Honorowego Obywatela Miasta Ciechocinka.

## Rodzina
Pochodził ze znanej w Pabianicach rodziny Lorentowiczów. Jednym z jego braci był krytyk teatralny i dyrektor teatrów Jan Lorentowicz.

## Upamiętnienie
- imieniem Profesora Lorentowicza nazwano jedną z ulic w Ciechocinku[5]
- na cześć Leonarda Lorentowicza nazwane zostały nagrody przyznawane osobom zasłużonym dla Ciechocinka: Medal im. Prof. Leonarda Lorentowicza (przyznawany od 1986) oraz Statuetka „Leonarda” (przyznawana od 2006)[6][7][8]
- w 2020 r. zarejestrowana została Fundacja „Przy Kobiecie” im. Leonarda Lorentowicza w Bydgoszczy[9][10][11]